# 池田爆発郎
池田 爆発郎（いけだ ばくはつろう、bak ikeda、1964年4月1日 - ）は日本のアニメーション作家。雑・創作家。ミュージシャン、CGクリエイター。

## 人物
鹿児島県（屋久島）生まれ。
森田宏幸、間山マミーらと共に結成10周年を迎えた短編アニメーション制作ユニット “ボムフォー64” を率いる。
主な代表作『PiNMeN』、『PiNMeN rework』(TVアニメシリーズ、DVD作品)、「池田爆発郎劇場『音楽って素晴らしい』」(DVD作品)
現在、日本アニメーション協会理事・東京工芸大学芸術学部教授・東京造形大学講師。株式会社スメッグアンドシナップス取締役

## 受賞
- PiNMeN（マルチメディアグランプリ 新しい才能の部 優秀賞『銀の翼』賞）
- ただそこにある歌～ボムフォー64の誰にも頼まれてないウソPV（ボムフォー64として）
  - イントゥ・アニメーション in 福島“イントゥ・アニメーション in 福島 | 第一部（11/3）”.   日本アニメーション協会 (2013年11月3日). 2021年8月8日閲覧。[リンク切れ]
  - SKIPシティ国際Dシネマ映画祭2015 アニメーションコンペティション部門 ノミネート[2]
- オムニバスシリーズ『Birth』（共作）
  - SKIPシティ国際Dシネマ映画祭2018 国内コンペティション（短編部門） ノミネート[3]
  - 世界のアニメーションシアター WAT 2019[4]
- みんな知りたがっているくせに知ろうとしない、でもそうでもないボムフォー64のここまでのすべて（ボムフォー64として、京都国際映画祭2019 アニメーション部門）[5]